# Bruno Fitoussi
Pour les articles homonymes, voir Fitoussi.
Bruno « King » Fitoussi, né le 21 septembre 1958 à Paris, est un joueur de poker français.

## Biographie
Bruno Fitoussi est architecte de formation. Il a aussi été producteur de musique.

En 1990, il se lance dans une carrière de professionnel de poker et de Backgammon et s’installe à Londres, où il vit en colocation avec une communauté de joueurs, jouant sans relâche dans le fameux club de poker du Victoria Casino pour faire progresser son jeu. Il part ensuite vivre à Las Vegas, avant de parcourir le monde des tapis verts. 

L’année 1994 marque un tournant dans sa vie. De retour en France, il décide d’arrêter sa carrière de joueur professionnel.
En 1995, il introduit le Poker sous sa forme actuelle à l'Aviation Club de France à Paris.
En 2000, il crée une société de conseil : VIP GAMING. Il compte parmi ses clients, l’Aviation Club de France bien sûr, mais aussi quelques-uns des plus prestigieux établissements de jeu dans le monde (Bellagio, Venetian, MGM Mirage, Taj Mahal).
En 2001, il remporte le $2,175 World Heads Up Poker Championship à Vienne.
Il devient en 2007 présentateur et commentateur télé pour la 1re émission de poker télévisée en France avec Le Tournoi des as sur Paris Première puis il commente l'émission Direct Poker, présentée par Patrice Laffont. En fin d'année, il rejoint la chaine RTL9 où il commente les World Series of Poker (WSOP).
En 2008, Bruno Fitoussi lance un nouveau magazine de poker : Poker52 disponible en kiosque et distribué gratuitement dans la plupart des casinos et clubs de jeu français.
En 2010, l'Aviation Club de France confie le lancement de son site ACFPoker.fr à la société Élysées Gaming, dont Bruno Fitoussi est le Président et également l’Ambassadeur.
Le «Live Time Achievement Award», lui est décerné en 2009 par le jury des « European Poker Awards », récompensant ainsi autant sa carrière de joueur que son action pour le développement du poker en France.
Déjà intronisé dans le European Poker Hall of Fame en 2004, il est nommé 4 fois dont 3 fois consécutivement pour le WSOP Poker Hall of Fame (2014, 2015, 2016 et 2018).
En 2017, il reçoit le "Honors Award" du WPT, pour l'ensemble de sa carrière.
En août 2018, il devient Ambassadeur de partypoker Live pour l'Europe.
En 2018, Bruno cumule plus de 3 millions de dollars de gains en tournois live.
De 2019 à 2022 il participe au développement du Club Pierre Charron à Paris en tant que conseil poker.

## Résultats
2023 : il remporte le tournoi PLO de l'EPT Paris pour 137 000€
2018 : il finit 2e du 1 500$ Pot Limit Omaha Hi/Lo 8 or Better (Event #53 des World Series of Poker 2018) et remporte 150 990 $, à deux doigts de son premier bracelet WSOP.
2012 : il finit 8e au 50.000$ Players' Championship des World Series of Poker 2012.
2009 : il finit 10e au World Poker Tour (WPT) World Championship Texas Hold'em No Limit 25 000 $ au Bellagio.
2008 : il finit 2e du Sixth Annual Five Star World Poker Classic et remporte 205 385 $, perdant en finale contre Mike Binger (en)
2007 : après 5 jours et 14 heures de finale, il prend la 2e place contre son ami Freddy Deeb dans le 50.000$ H.O.R.S.E. des World Series Of Poker (WSOP), gagnant au passage 1 278 720 $, son plus grand gain en tournoi.
2006 : il termine 2e dans un tournoi Texas Hold'em No Limit 2 500 $ au Bellagio à Las Vegas.
2005 : il finit 2e dans un tournoi Seven Card Razz 1 500 $ au World Series Of Poker à Las Vegas.
2004 : il est intronisé dans le European Hall Of Fame et gagne le tournoi de Texas Hold'em No Limit 10 000 € à l'Aviation Club de France à Paris.
2003 : il prend la 8e place dans le premier championnat du World Poker Tour (WPT) Texas Hold'em No Limit 25 000 $ . Il a aussi fini 15e dans le Main Event à 10 000 $ des World Series of Poker cette même année.
2001 : il gagne le World Heads-Up Poker Championship à Vienne, battant le légendaire Amarillo Slim en finale.